# فرانک بارکو
فرانک بارکو (انگلیسی: Frank Barkow؛ زادهٔ ۱ ژانویهٔ ۱۹۵۷) معمار، و استاد دانشگاه اهل ایالات متحده آمریکا است.